# Selecció de futbol d'Anglaterra
La selecció de futbol d'Anglaterra representa a Anglaterra a les competicions internacionals de futbol. És controlada per la Federació Anglesa de Futbol.

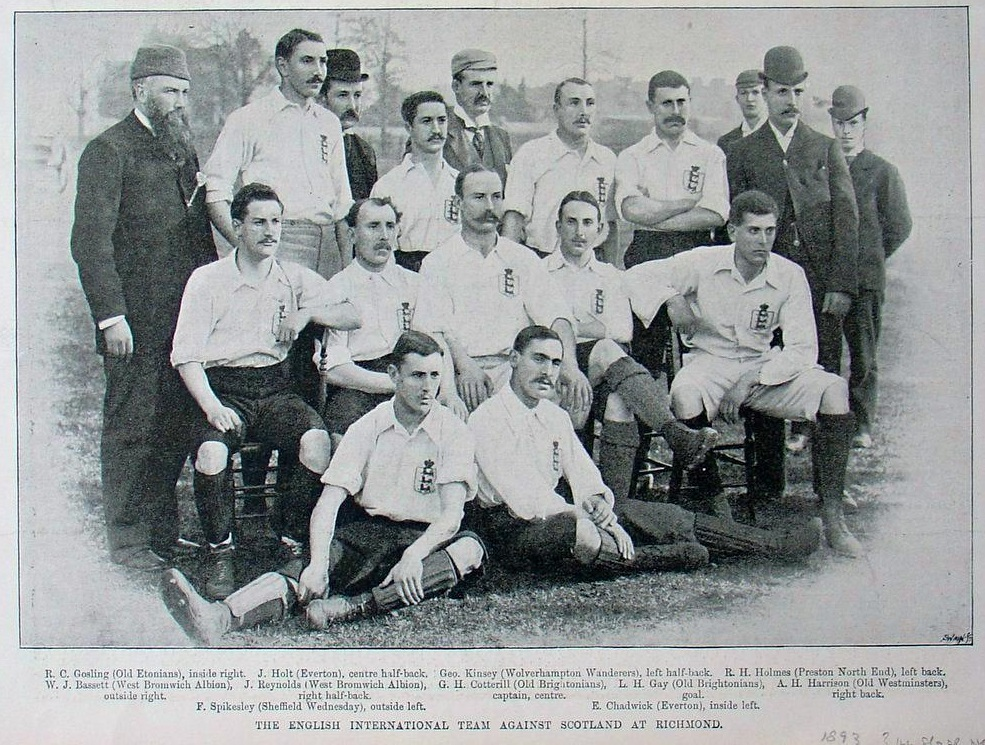
Equip d'Anglaterra que s'enfrontà a Escòcia a Richmond en 1893.

Jugà el seu primer partit a Glasgow, a l'estadi de Hamilton Cresent, Partick el 1872 contra la selecció escocesa. El resultat final fou empat a 0. Durant prop de 40 anys, Anglaterra només jugà partits contra les altres seleccions britàniques, Escòcia, Gal·les i Irlanda. Els primers partits contra seleccions de l'Europa continental foren el 1908 dins d'una gira per l'Europa Central que l'enfrontà i derrotà a Àustria, Hongria i Bohèmia. La primera derrota enfront d'un equip de fora de les illes Britàniques no arribà fins al 1929, a Madrid contra Espanya (4-3).
Tot i que la FA s'adherí a la FIFA el 1905, les relacions entre els dos organismes durant la primera meitat de segle xx foren tenses. Les nacions britàniques abandonaren el màxim organisme mundial l'any 1928. Això provocà que Anglaterra no prengués part a les tres primeres edicions de la Copa del Món de Futbol, tot i ser, possiblement el millor conjunt del moment. L'any 1946 s'hi uní de nou. La primera derrota a casa contra un equip no britànic fou contra la República d'Irlanda el 1949 a Liverpool per 0 a 2. Però la derrota més dura la patí l'any següent, durant la disputa de la Copa del Món de Futbol 1950 amb la derrota per 1 a 0 davant dels Estats Units. Tres anys més tard fou derrotada per primer cop a casa per una selecció que no era de les illes. Fou el 25 de novembre de 1953 a Wembley contra la potent Hongria de Sándor Kocsis i Ferenc Puskás. Hongria vencé per 3 a 6. En el partit de tornada, Hongria derrotà de nou a Budapest als anglesos per 7 a 1. El domini anglès del futbol mundial era definitivament esvaït.
La tragèdia de Múnic de 1968, on l'avió del Manchester United patí un accident on moriren grans jugadors com Roger Byrne, David Pegg, Tommy Taylor o Duncan Edwards estroncà un gran conjunt que estava cridat a fer coses importants. No fou fins a quasi deu anys després, quan de la mà de Bobby Charlton, un dels pocs supervivents del desastre, que Anglaterra aconseguí la seva major victòria internacional. Fou a la Copa del Món de 1966, disputada a casa seva, on acabà en primera posició. Des d'aleshores, tot i confeccionar bons equips, i assolir classificacions dignes en grans competicions, mai ha tornat a guanyar un gran títol mundial o europeu amb la selecció.

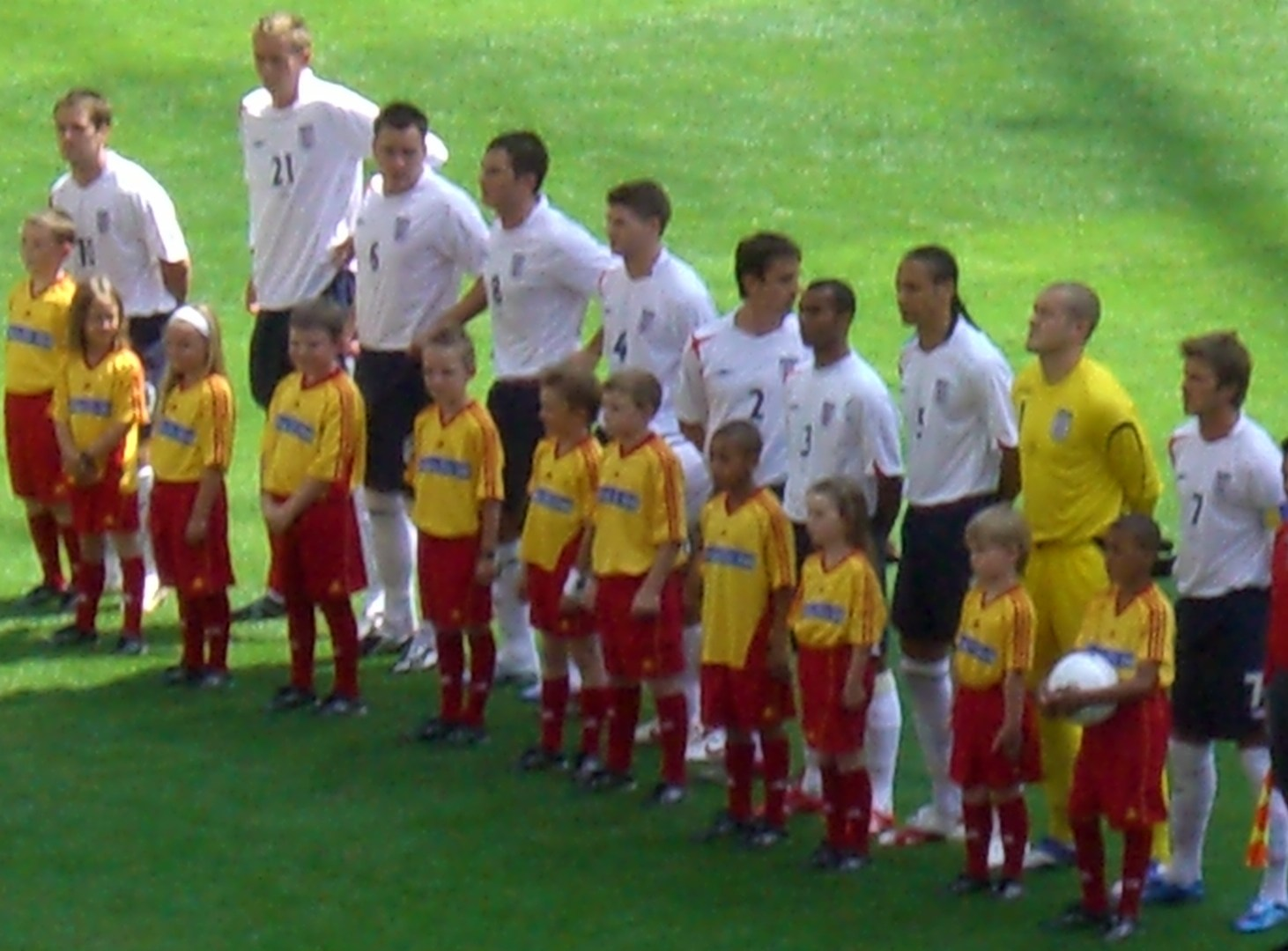
Selecció anglesa al Mundial de 2006

## Participacions en la Copa del Món
Campions      Finalistes      Tercers      Quarts
Un requadre vermell indica que eren amfitrions del campionat.
| Historial a la Copa del Món | Historial a la Copa del Món | Historial a la Copa del Món | Historial a la Copa del Món | Historial a la Copa del Món | Historial a la Copa del Món | Historial a la Copa del Món | Historial a la Copa del Món | Historial a la Copa del Món |
| Edició                      | Ronda                       | Posició                     | PJ                          | PG                          | PE                          | PP                          | GF                          | GC                          |
| --------------------------- | --------------------------- | --------------------------- | --------------------------- | --------------------------- | --------------------------- | --------------------------- | --------------------------- | --------------------------- |
| 1930                        | No era membre de la FIFA    | No era membre de la FIFA    | No era membre de la FIFA    | No era membre de la FIFA    | No era membre de la FIFA    | No era membre de la FIFA    | No era membre de la FIFA    | No era membre de la FIFA    |
| 1934                        | No era membre de la FIFA    | No era membre de la FIFA    | No era membre de la FIFA    | No era membre de la FIFA    | No era membre de la FIFA    | No era membre de la FIFA    | No era membre de la FIFA    | No era membre de la FIFA    |
| 1938                        | No era membre de la FIFA    | No era membre de la FIFA    | No era membre de la FIFA    | No era membre de la FIFA    | No era membre de la FIFA    | No era membre de la FIFA    | No era membre de la FIFA    | No era membre de la FIFA    |
| 1950                        | Primera fase                | 8s                          | 3                           | 1                           | 0                           | 2                           | 2                           | 2                           |
| 1954                        | Quarts de final             | 7s                          | 3                           | 1                           | 1                           | 1                           | 8                           | 8                           |
| 1958                        | Primera fase                | 11s                         | 4                           | 0                           | 3                           | 1                           | 4                           | 5                           |
| 1962                        | Quarts de final             | 8s                          | 4                           | 1                           | 1                           | 2                           | 5                           | 6                           |
| 1966                        | Campions                    | 1s                          | 6                           | 5                           | 1                           | 0                           | 11                          | 3                           |
| 1970                        | Quarts de final             | 8s                          | 4                           | 2                           | 0                           | 2                           | 4                           | 4                           |
| 1974                        | No es classificà            | No es classificà            | No es classificà            | No es classificà            | No es classificà            | No es classificà            | No es classificà            | No es classificà            |
| 1978                        | No es classificà            | No es classificà            | No es classificà            | No es classificà            | No es classificà            | No es classificà            | No es classificà            | No es classificà            |
| 1982                        | Segona fase                 | 6s                          | 5                           | 3                           | 2                           | 0                           | 6                           | 1                           |
| 1986                        | Quarts de final             | 8s                          | 5                           | 2                           | 1                           | 2                           | 7                           | 3                           |
| 1990                        | Quarts                      | 4s                          | 7                           | 3                           | 3                           | 1                           | 8                           | 6                           |
| 1994                        | No es classificà            | No es classificà            | No es classificà            | No es classificà            | No es classificà            | No es classificà            | No es classificà            | No es classificà            |
| 1998                        | Segona fase                 | 9s                          | 4                           | 2                           | 1                           | 1                           | 7                           | 4                           |
| 2002                        | Quarts de final             | 6s                          | 5                           | 2                           | 2                           | 1                           | 6                           | 3                           |
| 2006                        | Quarts de final             | 7s                          | 5                           | 3                           | 2                           | 0                           | 6                           | 2                           |
| 2010                        | Vuitens de Final            | 13s                         | 4                           | 1                           | 2                           | 1                           | 3                           | 5                           |
| 2014                        | Primera fase                | 26s                         | 3                           | 0                           | 1                           | 2                           | 2                           | 4                           |
| 2018                        | Quarts                      | 4s                          | 7                           | 3                           | 1                           | 3                           | 12                          | 8                           |
| 2022                        | Quarts de final             | 6s                          | 5                           | 3                           | 1                           | 1                           | 13                          | 4                           |
| 2026                        | Pendent                     | Pendent                     | Pendent                     | Pendent                     | Pendent                     | Pendent                     | Pendent                     | Pendent                     |
| 2030                        | Pendent                     | Pendent                     | Pendent                     | Pendent                     | Pendent                     | Pendent                     | Pendent                     | Pendent                     |
| 2034                        | Pendent                     | Pendent                     | Pendent                     | Pendent                     | Pendent                     | Pendent                     | Pendent                     | Pendent                     |
| Total                       | 1 títol                     | 1 títol                     | 74                          | 32                          | 22                          | 20                          | 104                         | 68                          |

## Participacions en el Campionat d'Europa
- 1960 - No participà
- 1964 - No es classificà
- 1968 - Tercera posició
- 1972 - No es classificà
- 1976 - No es classificà
- 1980 - Primera ronda
- 1984 - No es classificà
- 1988 - Primera ronda
- 1992 - Primera ronda
- 1996 - Semifinals
- 2000 - Primera ronda
- 2004 - Quarts de final
- 2008 - No es classificà
- 2012 - Quarts de final
- 2016 - Vuitens de final
- 2020 - Final
- 2024 - Final

## Entrenadors
- Walter Winterbottom (1946–1962)
- Alf Ramsey (1963–1974)
- Joe Mercer (provisional) (1974)
- Don Revie (1974–1977)
- Ron Greenwood (1977–1982)
- Bobby Robson (1982–1990)
- Graham Taylor (1990–1993)
- Terry Venables (1994–1996)
- Glenn Hoddle (1996–1999)
- Howard Wilkinson (provisional) (1999)
- Kevin Keegan (1999–2000)
- Howard Wilkinson (provisional) (2000)
- Peter Taylor (provisional) (2000)
- Sven-Göran Eriksson (2001–2006)
- Steve McClaren (2006–2008)
- Fabio Capello (2008–2012)[5]
- Stuart Pearce (provisional) (2012)
- Roy Hodgson (2012–2016)
- Sam Allardyce (2016)
- Gareth Southgate (2016–2024)
- Lee Carsley (provisional) (2024)
- Thomas Tuchel (2025-)

## Equip
Els jugadors convocats pel Campionat d'Europa de futbol 2016
| Dorsal | Posició | Jugador          | Data de naixement/edat | Partits | Gols | Club                              |
| ------ | ------- | ---------------- | ---------------------- | ------- | ---- | --------------------------------- |
| 1      | POR     | Joe Hart         | 19 d'abril de 1987     | 59      | 0    | Manchester City                   |
| 13     | POR     | Fraser Forster   | 17 de març de 1988     | 6       | 0    | Southampton                       |
| 23     | POR     | Tom Heaton       | 15 d'abril de 1986     | 1       | 0    | Burnley                           |
| 2      | DEF     | Kyle Walker      | 28 de maig de 1990     | 16      | 0    | Tottenham Hotspur                 |
| 3      | DEF     | Danny Rose       | 2 de juliol de 1990    | 4       | 0    | Tottenham Hotspur                 |
| 5      | DEF     | Gary Cahill      | 19 de desembre de 1985 | 43      | 3    | Chelsea (Vice-captain)            |
| 6      | DEF     | Chris Smalling   | 22 de novembre de 1989 | 25      | 1    | Manchester United (Third captain) |
| 12     | DEF     | Nathaniel Clyne  | 5 d'abril de 1991      | 12      | 0    | Liverpool                         |
| 16     | DEF     | John Stones      | 28 de maig de 1994     | 10      | 0    | Everton                           |
| 21     | DEF     | Ryan Bertrand    | 5 d'agost de 1989      | 8       | 0    | Southampton                       |
| 4      | MIG     | James Milner     | 4 de gener de 1986     | 60      | 1    | Liverpool                         |
| 7      | MIG     | Raheem Sterling  | 8 de desembre de 1994  | 23      | 2    | Manchester City                   |
| 8      | MIG     | Adam Lallana     | 10 de maig de 1988     | 23      | 0    | Liverpool                         |
| 14     | MIG     | Jordan Henderson | 17 de juny de 1990     | 26      | 0    | Liverpool                         |
| 17     | MIG     | Eric Dier        | 15 de gener de 1994    | 7       | 1    | Tottenham Hotspur                 |
| 18     | MIG     | Jack Wilshere    | 1 de gener de 1992     | 31      | 2    | Arsenal                           |
| 19     | MIG     | Ross Barkley     | 5 de desembre de 1993  | 22      | 2    | Everton                           |
| 20     | MIG     | Dele Alli        | 11 d'abril de 1996     | 8       | 1    | Tottenham Hotspur                 |
| 9      | DAV     | Harry Kane       | 28 de juliol de 1993   | 12      | 5    | Tottenham Hotspur                 |
| 10     | DAV     | Wayne Rooney     | 24 d'octubre de 1985   | 111     | 52   | Manchester United (Captain)       |
| 11     | DAV     | Jamie Vardy      | 11 de gener de 1987    | 8       | 3    | Leicester City                    |
| 15     | DAV     | Daniel Sturridge | 1 de setembre de 1989  | 18      | 5    | Liverpool                         |
| 22     | DAV     | Marcus Rashford  | 31 d'octubre de 1997   | 1       | 1    | Manchester United                 |

Els següents 23 jugadors han estat convocats per la Copa del Món 2014
| Dorsal | Posició | Jugador                 | Data de naixement/edat | Partits | Gols | Club                 |
| ------ | ------- | ----------------------- | ---------------------- | ------- | ---- | -------------------- |
| 1      | POR     | Joe Hart                | 19 d'abril de 1987     | 40      | 0    | Manchester City      |
| 13     | POR     | Ben Foster              | 3 d'abril de 1983      | 6       | 0    | West Bromwich Albion |
| 22     | POR     | Fraser Forster          | 17 de març de 1988     | 1       | 0    | Celtic               |
| 2      | DEF     | Glen Johnson            | 23 d'agost de 1984     | 51      | 1    | Liverpool            |
| 3      | DEF     | Leighton Baines         | 11 de desembre de 1984 | 23      | 1    | Everton              |
| 5      | DEF     | Gary Cahill             | 19 de desembre de 1985 | 23      | 3    | Chelsea              |
| 6      | DEF     | Phil Jagielka           | 17 d'agost de 1982     | 25      | 2    | Everton              |
| 12     | DEF     | Chris Smalling          | 22 de novembre de 1989 | 11      | 0    | Manchester United    |
| 16     | DEF     | Phil Jones              | 21 de febrer de 1992   | 9       | 0    | Manchester United    |
| 23     | DEF     | Luke Shaw               | 12 de juliol de 1995   | 1       | 0    | Southampton          |
| 4      | MIG     | Steven Gerrard          | 30 de maig de 1980     | 110     | 21   | Liverpool            |
| 7      | MIG     | Jack Wilshere           | 1 de gener de 1992     | 16      | 0    | Arsenal              |
| 8      | MIG     | Frank Lampard           | 20 de juny de 1978     | 103     | 29   | Chelsea              |
| 14     | MIG     | Jordan Henderson        | 17 de juny de 1990     | 9       | 0    | Liverpool            |
| 15     | MIG     | Alex Oxlade-Chamberlain | 15 d'agost de 1993     | 14      | 3    | Arsenal              |
| 17     | MIG     | James Milner            | 4 de gener de 1986     | 46      | 1    | Manchester City      |
| 19     | MIG     | Raheem Sterling         | 8 de desembre de 1994  | 3       | 0    | Liverpool            |
| 20     | MIG     | Adam Lallana            | 10 de maig de 1988     | 4       | 0    | Southampton          |
| 21     | MIG     | Ross Barkley            | 5 de desembre de 1993  | 4       | 0    | Everton              |
| 9      | DAV     | Daniel Sturridge        | 1 de setembre de 1989  | 11      | 4    | Liverpool            |
| 10     | DAV     | Wayne Rooney            | 24 d'octubre de 1985   | 90      | 38   | Manchester United    |
| 11     | DAV     | Danny Welbeck           | 26 de novembre de 1990 | 22      | 8    | Manchester United    |
| 18     | DAV     | Rickie Lambert          | 16 de febrer de 1982   | 4       | 2    | Liverpool            |